# Florin Gheorghe
Florin Gheorghe (n. 15 decembrie 1978

) este un deputat român, ales în 2012 din partea Partidului Democrat Liberal.
Pe 3 februarie 2014 a trecut în deputați neafiliați, apoi s-a mutat în grupul parlamentar al Partidului Social Democrat (pe data de 9 septembrie 2014).